# Emilia Castro de Barish
Đại sứ Emilia Castro de Barish (27 tháng 4 năm 1916 – 17 tháng 8 năm 2014) sau hơn 50 năm làm nhà ngoại giao Costa Rica hoạt động, một Đại sứ danh dự của Costa Rica. Bà là người phụ nữ đầu tiên được bổ nhiệm làm Đại sứ sự nghiệp trong dịch vụ ngoại giao Costa Rica và, trong nhiều năm, bà là giám đốc dịch vụ nước ngoài của Costa Rica.
Bà là con gái của Rafael Castro Quesada, Bộ trưởng Ngoại giao Costa Rica giai đoạn 1928 – 1929, sau đó bà Castro đã tham gia Bộ Ngoại giao Costa Rica năm 1948 khi bà được bổ nhiệm làm Đại sứ quán Costa Rica tại Hoa Kỳ, tại Washington, DC Năm 1949, bà rời dịch vụ ngoại giao để kết hôn với ông Frederik I. Barish. Vào ngày 20 tháng 11 năm 1956, bà bị thương nặng trong vụ tai nạn máy bay. Chồng bà, cũng trên máy bay, đã chết và hai đứa con nhỏ của họ cũng bị thương.
Bà Castro de Barish tái nhập vào dịch vụ ngoại giao Costa Rica vào tháng 5 năm 1957 và được bổ nhiệm làm thư ký đầu tiên cho Phái đoàn thường trực của Costa Rica đến Liên Hợp Quốc. Vào năm 1970, bà đwocj thăng chức Cố vấn Bộ trưởng và, vào năm 1981, bà được thăng chức Đại sứ. Vào thời điểm cô nghỉ hưu, vào năm 1999, bà là nhà ngoại giao đã được công nhận thời gian liên tục dài nhất tới Liên Hợp Quốc.

Đại sứ Castro de Barish là thành viên của Ủy ban quốc gia chủ nhà LHQ từ năm 1978 đến năm 1999; và, từ 1970 đến 1971, bà là Phó Chủ tịch Ủy ban Nhân quyền thứ ba của Đại hội đồng Liên Hợp Quốc. Là một chuyên gia về Nhân quyền Quốc tế, bà là một người quảng bá quan trọng cho chương trình hành động của Liên Hợp Quốc về Văn hóa Hòa bình. và bà góp phần vào thành lập Văn phòng Cao ủy Liên hợp quốc về Nhân quyền. Như trong ghi chú:
Những nỗ lực để tăng cường máy móc thực hiện của Liên Hợp Quốc (Nhân quyền) thường gặp phải thất bại. Một chỉ số chính đã là số phận của đề xuất Costa Rica thành lập một Cao ủy Nhân quyền, người sẽ hành động như một loại "thanh tra" lặng lẽ dùng chính phủ sai lầm để làm nhiệm vụ và đe dọa công khai và áp lực công chúng nếu họ không cải thiện. Đề xuất này đã phải chịu sự biến dạng và chế nhạo điên cuồng nhất. Chỉ có những nỗ lực kiên nhẫn và tận tụy nhất của Emilia Castro de Barish từ Costa Rica đã giữ đề xuất của Ủy viên cao cấp về Chương trình nghị sự của Liên hiệp quốc

 Đại sứ Castro de Barish có bằng Cử nhân từ Đại học California, Los Angeles, UCLA.